# آرامبپولا
آرامبپولا (به لاتین: Arambepola) یک منطقهٔ مسکونی در سری‌لانکا است که در استان مرکزی (سری‌لانکا) واقع شده‌است.